# Bubuloceratina
Bubuloceratina is een geslacht van kreeftachtigen uit de klasse van de Ostracoda (mosselkreeftjes).

## Soorten
- Bubuloceratina bella (Hu, 1977)
- Bubuloceratina maikao Hu & Tao, 2008
- Bubuloceratina shengfuhi Hu & Tao, 2008
- Bubuloceratina tzukungi Hu & Tao, 2008